# 1982년 미국 하원의원 선거
1982년 미국 하원의원 선거는 1982년 11월 2일 미국에서 치러진 하원의원 선거로, 불황으로 인해 여당인 공화당의 의석수가 줄어들었다.

## 선거 결과

### 정당별 선거 결과
의석수
| 정당   | 의석수 |
| ------ | ------ |
| 민주당 | 269석  |
| 공화당 | 166석  |
| 합계   | 435석  |

득표
| 정당             | 득표수     | 득표율 |
| ---------------- | ---------- | ------ |
| 민주당           | 35,284,473 | 55.2%  |
| 공화당           | 27,704,312 | 43.4%  |
| 자유주의자당     | 462,767    | 0.7%   |
| 보수당           | 61,685     | 0.1%   |
| 살 권리당        | 45,819     | 0.1%   |
| 밀턴 스트리트당  | 35,205     | 0.1%   |
| 평화자유당       | 34,422     | 0.1%   |
| 시민당           | 29,248     | 0.05%  |
| 사회주의노동자당 | 14,360     | 0.02%  |
| 뉴욕자유당       | 12,427     | 0.02%  |
| 미국독립당       | 8,502      | 0.01%  |
| 기타             | 67,148     | 0.1%   |
| 무소속           | 120,476    | 0.2%   |
| 총합             | 63,880,844 |        |